# استفان گریف
استفان گریف (لهستانی: Stefan Gryff؛ زادهٔ ۵ مه ۱۹۳۸ - درگذشته ۳ ژوئن ۲۰۱۷) بازیگر لهستانی بود.

## گزیدهٔ فیلم‌شناسی

### سینما
- آنا کارنینا (۱۹۹۷)
- جزیره پاسکالی (۱۹۸۸)
- ایشتر (۱۹۸۷)
- النی (۱۹۸۵)
- انقلاب (۱۹۸۵)
- سرخ‌ها (۱۹۸۱)
- جولیا (۱۹۷۷)
- افسانهٔ گرگینه (۱۹۷۵)
- ایزادورا (۱۹۶۸)

### تلویزیون
- بو ژست (۱۹۸۲)